# Fotogramas de Plata 2009
La 60a cerimònia de lliurament dels Fotogramas de Plata 2009, lliurats per la revista espanyola especialitzada en cinema Fotogramas, va tenir lloc el 15 de març de 2010 a la discoteca Joy Eslava de Madrid. Fou presentada per Anabel Alonso.

## Candidatures

### Millor pel·lícula espanyola
| Pel·lícula | Director      | Resultat   |
| ---------- | ------------- | ---------- |
| Celda 211  | Daniel Monzón | Guanyadora |

### Millor pel·lícula estrangera
| Pel·lícula  | Director       | Resultat   |
| ----------- | -------------- | ---------- |
| Gran Torino | Clint Eastwood | Guanyadora |

### Tota una vida
| Intèrpret       | Resultat   |
| --------------- | ---------- |
| José Luis Borau | Guanyadora |

### Millor actriu de cinema
| actriu          | Pel·lícula        | Resultat   |
| --------------- | ----------------- | ---------- |
| Penélope Cruz   | Los abrazos rotos | Guanyadora |
| Blanca Portillo | Los abrazos rotos | Candidata  |
| Maribel Verdú   | Tetro             | Candidata  |

### Millor actor de cinema
| Actor       | Pel·lícula        | Resultat  |
| ----------- | ----------------- | --------- |
| Lluís Homar | Los abrazos rotos | Candidat  |
| Hugo Silva  | Mentiras y gordas | Candidat  |
| Luis Tosar  | Celda 211         | Guanyador |

### Millor actor de televisió
| Actor             | Sèrie de televisió  | Resultat  |
| ----------------- | ------------------- | --------- |
| Gonzalo de Castro | Doctor Mateo        | Candidat  |
| Juan Diego        | Los hombres de Paco | Guanyador |
| Paco León         | Aída                | Candidat  |

### Millor actriu de televisió
| Actriu          | Sèrie de televisió       | Resultat   |
| --------------- | ------------------------ | ---------- |
| Marián Aguilera | Los hombres de Paco      | Candidata  |
| María Castro    | Sin tetas no hay paraíso | Candidata  |
| Adriana Ugarte  | La Señora                | Guanyadora |

### Millor actriu de teatre
| Actriu         | Muntatge             | Resultat   |
| -------------- | -------------------- | ---------- |
| Carmen Machi   | La tortuga de Darwin | Candidata  |
| Natalia Millán | Chicago              | Candidata  |
| Concha Velasco | La vida al davant    | Guanyadora |

### Millor actor de teatre
| Actor/companyia     | Muntatge  | Resultat  |
| ------------------- | --------- | --------- |
| Sergi López i Ayats | Non solum | Guanyador |
| Pepón Nieto         | Sexos     | Candidat  |
| Pepe Viyuela        | El pisito | Candidat  |

### Intèrpret més buscado a www.fotogramas.es
| Intèrpret       | Resultato  |
| --------------- | ---------- |
| Mario Casas     | Candidat   |
| Amaia Salamanca | Guanyadora |
| Hugo Silva      | Candidat   |